# City of Ipswich Tennis International 2013
Il City of Ipswich Tennis International 2013 (Australia F4 Futures 2013) è stato un torneo di tennis giocato sul cemento. È stata la 5ª edizione del torneo del City of Ipswich Tennis International, che fa parte della categoria Futures 15 K nell'ambito dell'ITF Men's Circuit 2013 e della categoria ITF 25 K nell'ambito dell'ITF Women's Circuit 2013. Sia il torneo maschile che quello femminile si sono giocati al Grammar Park Tennis Centre di Ipswich, dal 18 al 24 marzo 2013.
È stata la 1ª edizione del torneo a disputarsi sul cemento.

## Campioni

### Singolare maschile
Colin Ebelthite ha battuto in finale  Jonathon Cooper con il punteggio di 6–4, 6(7)–7, 6–2.

### Singolare femminile
Jelena Pandžić ha battuto in finale  Storm Sanders con il punteggio di 7–5, 2–6, 6–2.

### Doppio maschile
Artem Sitak /  Jose Statham hanno battuto in finale  Jacob Grills /  Dane Propoggia 6–3, 6–1.

### Doppio femminile
Noppawan Lertcheewakarn /  Varatchaya Wongteanchai hanno battuto in finale  Viktorija Rajicic /  Storm Sanders con il punteggio di 4–6, 6–1, [10–8].